# Copa del Rey de baloncesto 2010
La 74.ª edición de la Copa del Rey de baloncesto se ha disputado en el pabellón Bizkaia Arena del Bilbao Exhibition Centre de Baracaldo (Vizcaya), que acogió por primera vez en su historia la Copa.

## Cuadro de partidos
|  | Cuartos de final      | Cuartos de final   |                       |                       | Semifinales   | Semifinales   |  |                    | Final         | Final         |  |
|  | 18 y 19 de febrero    | 18 y 19 de febrero |                       |                       | 20 de febrero | 20 de febrero |  |                    | 21 de febrero | 21 de febrero |  |
|  |                       |                    |                       |                       |               |               |  |                    |               |               |  |
|  |                       |                    |                       |                       |               |               |  |                    |               |               |  |
|  | Power Elect. Valencia | 75                 |                       |                       |               |               |  |                    |               |               |  |
|  | Power Elect. Valencia | 75                 |                       |                       |               |               |  |                    |               |               |  |
|  | ASEFA Estudiantes     | 73                 |                       |                       |               |               |  |                    |               |               |  |
|  | ASEFA Estudiantes     | 73                 |                       | Power Elect. Valencia | 64            |               |  |                    |               |               |  |
|  |                       |                    |                       | Power Elect. Valencia | 64            |               |  |                    |               |               |  |
|  |                       |                    | Regal FC Barcelona    | 72                    |               |               |  |                    |               |               |  |
|  | Regal FC Barcelona    | 77                 | Regal FC Barcelona    | 72                    |               |               |  |                    |               |               |  |
|  | Regal FC Barcelona    | 77                 |                       |                       |               |               |  |                    |               |               |  |
|  | Cajasol Sevilla       | 72                 |                       |                       |               |               |  |                    |               |               |  |
|  | Cajasol Sevilla       | 72                 |                       |                       |               |               |  | Regal FC Barcelona | 80            |               |  |
|  |                       |                    |                       |                       |               |               |  | Regal FC Barcelona | 80            |               |  |
|  |                       |                    | Real Madrid           | 61                    |               |               |  |                    |               |               |  |
|  | Real Madrid           | 90                 | Real Madrid           | 61                    |               |               |  |                    |               |               |  |
|  | Real Madrid           | 90                 |                       |                       |               |               |  |                    |               |               |  |
|  | DKV Joventut          | 82                 |                       |                       |               |               |  |                    |               |               |  |
|  | DKV Joventut          | 82                 |                       | Real Madrid           | 78            |               |  |                    |               |               |  |
|  |                       |                    |                       | Real Madrid           | 78            |               |  |                    |               |               |  |
|  |                       |                    | Caja Laboral Baskonia | 50                    |               |               |  |                    |               |               |  |
|  | Caja Laboral Baskonia | 75                 | Caja Laboral Baskonia | 50                    |               |               |  |                    |               |               |  |
|  | Caja Laboral Baskonia | 75                 |                       |                       |               |               |  |                    |               |               |  |
|  | Bizkaia Bilbao Basket | 62                 |                       |                       |               |               |  |                    |               |               |  |
|  | Bizkaia Bilbao Basket | 62                 |                       |                       |               |               |  |                    |               |               |  |
|  |                       |                    |                       |                       |               |               |  |                    |               |               |  |

## Cuartos de final
| 18 de febrero de 2010 | Power Electronics Valencia                    | 75–73                                 | Asefa Estudiantes                                             | |  |
| 19:00 GTM+1           | Parciales: 20-20, 15-12, 20-21, 20-20         | Parciales: 20-20, 15-12, 20-21, 20-20 | Parciales: 20-20, 15-12, 20-21, 20-20                         | |  |
|                       | Estadísticas Martínez 18 Nielsen 6 Martínez 3 | Reporte Pts Reb Asts                  | Estadísticas Caner-Medley 24 Caner-Medley 8 Oliver, Granger 4 | Pabellón: Bizkaia Arena, Bilbao Asistencia: 12.475 espectadores Árbitros: Xavier Amorós, M.A. Pérez Pérez, Oscar Perea Televisión: FORTA & Teledeporte (Spain) |  |

| 18 de febrero de 2010 | Regal Barcelona                           | 77–72                                 | Cajasol                                       | |  |
| 21:35 GTM+1           | Parciales: 20-24, 17-13, 22-12, 18-23     | Parciales: 20-24, 17-13, 22-12, 18-23 | Parciales: 20-24, 17-13, 22-12, 18-23         | |  |
|                       | Estadísticas Navarro 15 Mickeal 7 Rubio 7 | Reporte Pts Reb Asts                  | Estadísticas Kirksay 15 Kirksay 10 Calloway 5 | Pabellón: Bizkaia Arena, Bilbao Asistencia: 12,834 espectadores Árbitros: De la Maza, Redondo y García González Televisión: La 2 (España) |  |

| 19 de febrero de 2010 | Bizkaia Bilbao Basket                      | 62–75                                 | Caja Laboral                                               | |  |
| 19:30 GTM+1           | Parciales: 11-20, 20-17, 16-26, 15-12      | Parciales: 11-20, 20-17, 16-26, 15-12 | Parciales: 11-20, 20-17, 16-26, 15-12                      | |  |
|                       | Estadísticas Banić 22 Hervelle 5 Salgado 8 | Reporte Pts Reb Asts                  | Estadísticas San Emeterio 23 San Emeterio 7 four players 2 | Pabellón: Bizkaia Arena, Bilbao Asistencia: 14,417 espectadores Árbitros: J.A. Martín Bertrán, Daniel Hierrezuelo, Jiménez Trujillo Televisión: Teledeporte (Spain) |  |

| 19 de febrero de 2010 | Real Madrid                                  | 90–82                                 | DKV Joventut                                     | |  |
| 21:50 GTM+1           | Parciales: 23-20, 28-19, 16-19, 23-24        | Parciales: 23-20, 28-19, 16-19, 23-24 | Parciales: 23-20, 28-19, 16-19, 23-24            | |  |
|                       | Estadísticas Llull 29 Garbajosa 8 Prigioni 7 | Reporte Pts Reb Asts                  | Estadísticas Bogdanović 16 Bogdanović 6 Tucker 6 | Pabellón: Bizkaia Arena, Bilbao Asistencia: 14,417 espectadores Árbitros: Juan Carlos Arteaga, E. Pérez Pizarro, Antonio Conde Televisión: La 2 (Spain) |  |

## Semifinales
| 20 de febrero de 2010 | Power Electronics Valencia                        | 64–72                                 | Regal FC Barcelona                       | |  |
| 18:00 GTM+1           | Parciales: 13-22, 19-13, 17-20, 15-17             | Parciales: 13-22, 19-13, 17-20, 15-17 | Parciales: 13-22, 19-13, 17-20, 15-17    | |  |
|                       | Estadísticas Nielsen 19 three players 4 Nielsen 2 | Reporte Pts Reb Asts                  | Estadísticas Vázquez 16 N'Dong 9 Rubio 4 | Pabellón: Bizkaia Arena, Bilbao Asistencia: 13,916 espectadores Árbitros: Daniel Hierrezuelo, E. Pérez Pizarro, Redondo Televisión: FORTA & Teledeporte (Spain) |  |

| 20 de febrero de 2010 | Caja Laboral                                            | 50–78                               | Real Madrid                                        | |  |
| 20:30 GTM+1           | Parciales: 18-17, 9-23, 16-18, 7-20                     | Parciales: 18-17, 9-23, 16-18, 7-20 | Parciales: 18-17, 9-23, 16-18, 7-20                | |  |
|                       | Estadísticas Eliyahu, San Emeterio 10 Barać 6 English 2 | Reporte Pts Reb Asts                | Estadísticas Lavrinovič 21 Lavrinovič 7 Prigioni 4 | Pabellón: Bizkaia Arena, Bilbao Asistencia: 14,403 espectadores Árbitros: Juan Carlos Arteaga, J.A. Martín Bertrán, Antonio Conde Televisión: La 2 (Spain) |  |

## Final
| 21 de febrero de 2010 | Regal Barcelona                                  | 80–61                                | Real Madrid                                                      | |  |
| 19:00 GTM+1           | Parciales: 19-16, 21-9, 24-12, 16-24             | Parciales: 19-16, 21-9, 24-12, 16-24 | Parciales: 19-16, 21-9, 24-12, 16-24                             | |  |
|                       | Estadísticas Vázquez 14 Mickeal, Lorbek 6 Sada 4 | Reporte Pts Reb Asts                 | Estadísticas Veličković, Lavrinovič 11 Reyes 9 Prigioni, Jarić 4 | Pabellón: Bizkaia Arena, Bilbao Asistencia: 14,814 espectadores Árbitros: Juan Carlos Arteaga, E. Pérez Pizarro, J.C García González Televisión: La 2 & Teledeporte (Spain) |  |

| Campeones de la Copa del Rey 2010 |
| --------------------------------- |
| Regal Barcelona 21.º título       |

## MVP de la Copa
- Fran Vázquez[2]

## Curiosidades y récords de la Final de Copa del Rey 2010
- La final del 21 de febrero, entre el Regal FC Barcelona y el Real Madrid, ha establecido un nuevo récord de asistencia a un partido de Copa en España. Un total de 14.814 espectadores se dieron cita en el Bizkaia Arena del Bilbao Exhibition Centre de Baracaldo (Vizcaya).
- El marcador final de 80 a 61, a favor del equipo catalán, ha marcado un nuevo récord de diferencia de puntos (+19) en una final de Copa desde que la organiza la A.C.B. (desde la temporada 1983-1984).
- La final de Copa también ha pasado a la historia por la Audiencia que presenció el encuentro. Hubo 2.385.000 espectadores de media pendientes de la televisión a través de La 2 y TV3. La cuota de pantalla ascendió a un 15,4 % y en el minuto de oro, mediado el segundo tiempo se registró una audiencia de casi 2,7 millones de televidentes. Curiosamente en las tres finales de Copa más vistas de la historia estuvo presente el equipo madrileño.
- El entrenador del Regal FC Barcelona, Xavi Pascual (Gavá - Barcelona, 9 de septiembre de 1972), ha sido el 2.º preparador más joven en ganar la Copa a la edad de 37 años. El más joven en ganarla fue Jesús "Chuchi" Carrera a la edad de 24 años (entrenador interino del CAI Zaragoza en la Final de Copa contra el RAM Joventut, el 13 de febrero de 1990).[3]

| Predecesor: Copa del Rey 2009 Madrid | Copa del Rey de baloncesto 2010 Bilbao | Sucesor: Copa del Rey 2011 Madrid |